# Alliopsis longiceps
Alliopsis longiceps är en tvåvingeart som först beskrevs av Ringdahl 1935.  Alliopsis longiceps ingår i släktet Alliopsis och familjen blomsterflugor.
Artens utbredningsområde är Finland. Arten har ej påträffats i Sverige. Inga underarter finns listade i Catalogue of Life.